# Trichaptum trichomallum
Trichaptum trichomallum är en svampart som först beskrevs av Berk. & Mont., och fick sitt nu gällande namn av William Alphonso Murrill 1904. Trichaptum trichomallum ingår i släktet Trichaptum och familjen Polyporaceae.   Inga underarter finns listade i Catalogue of Life.